# Zavrelia pseudopentatoma
Zavrelia pseudopentatoma är en tvåvingeart som beskrevs av Oksana V. Zorina 2008. Zavrelia pseudopentatoma ingår i släktet Zavrelia och familjen fjädermyggor. Inga underarter finns listade i Catalogue of Life.